# Conquista da Irlanda por Cromwell
A Conquista da Irlanda por Cromwell, ou Guerra de Cromwell na Irlanda (1649–53), se refere ao período da história da Irlanda onde as forças do Parlamento da Inglaterra, lideradas por Oliver Cromwell, invadiram o território irlandês durante a Guerra dos Três Reinos. Cromwell invadiu a Irlanda com o seu Exército Novo em nome do "parlamento manco" (Rump Parliament) da Inglaterra em 1649.
Após a Rebelião Irlandesa de 1641, a maioria do território irlandês passou a ser controlado pela Confederação Católica. Em 1649, os confederados se aliaram aos Realistas ingleses, que haviam sido derrotados pelos Parlamentares na Guerra Civil Inglesa. Em agosto de 1649, Cromwell desembarcou na Irlanda com seu exército com o propósito de restabelecer o controle britânico sobre a ilha. Em meados 1652, os Confederados Irlandeses e os Realistas ingleses já estavam praticamente derrotados e o país foi ocupado por tropas inglesas, encerrando as Guerras confederadas irlandesas (também conhecida como "Guerra dos Onze Anos"). Contudo, os irlandeses continuaram lutando, em forma de guerrilha, por mais um ano. Cromwell passou uma série de leis penais contra os católicos (que eram a maioria da população da Irlanda) e confiscou enormes quantidades de terras.
A conquista da Irlanda foi brutal, com as forças britânicas sendo acusadas de cometer enormes atrocidades. De fato, até os dias atuais, Cromwell ainda é uma figura odiada na Irlanda. A extensão da responsabilidade de Cromwell, que comandou de forma direta a invasão no primeiro ano do conflito, nos crimes de guerra perpetrados em solo irlandês ainda é motivo de debate. Alguns historiadores argumentam que as ações de Oliver Cromwell eram aceitáveis para os padrões da época para um líder militar em tempos de guerra, com alguns considerando que suas atrocidades podem ter sido exageradas ou distorcidas por propagandistas em anos posteriores; essas afirmações, contudo, são contestadas.
O impacto da guerra na população irlandesa foi severo, embora não haja relatos fidedignos a respeito do número de fatalidades (mas acredita-se que foi imenso). A guerra resultou em fome, que foi exacerbada por uma nova onda de peste bubônica. Estima-se que entre 15% e 41% da população irlandesa pereceu (ou até 618 000 fatalidades, de 1649 a 1659, em um país de um pouco mais de 1,5 milhões de habitantes). Os ingleses ainda deportaram mais de 50 000 pessoas para servirem forçosamente a nobres britânicos. Além da repressão cultural que se seguiu a anexação formal da Irlanda à Inglaterra, terras foram tomadas de católicos irlandeses e dadas para protestantes, e lordes britânicos foram indicados para governar partes do país. Em contrapartida, um movimento nacionalista surgiu na Irlanda, que passaria os próximos 250 anos lutando para tentar restaurar a independência do seu país.